# 1992年夏季残疾人奥林匹克运动会日本代表团
1992年夏季残疾人奥林匹克运动会日本代表团是日本派出的1992年夏季残疾人奥林匹克运动会代表团。获得8枚金牌、7枚银牌和5枚铜牌。